# فرانک بیدارت
فرانک بیدارت (انگلیسی: Frank Bidart؛ زادهٔ ۲۷ مهٔ ۱۹۳۹) شاعر و استاد اهل ایالات متحده آمریکا است. وی در سال ۲۰۱۸ برنده جایزه پولیتزر برای شعر شد.